# Skugg-gröna
Skugg-gröna (Pachysandra terminalis) är en buxbomsväxtart som beskrevs av Philipp Franz von Siebold och Zucc. Skugg-gröna ingår i släktet skugg-grönor, och familjen buxbomsväxter. Arten förekommer tillfälligt i Sverige, men reproducerar sig inte. Inga underarter finns listade i Catalogue of Life.

## Bildgalleri

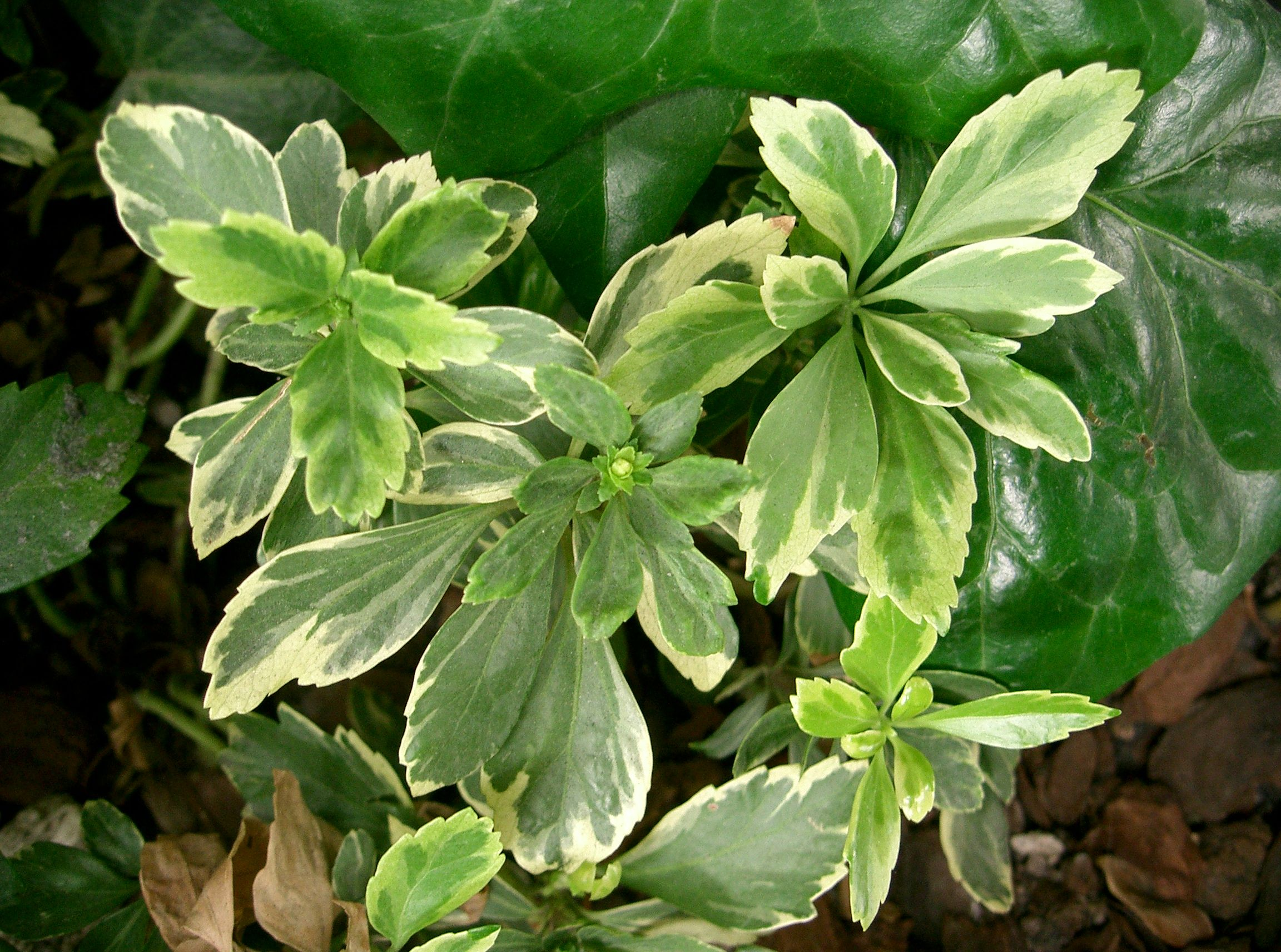
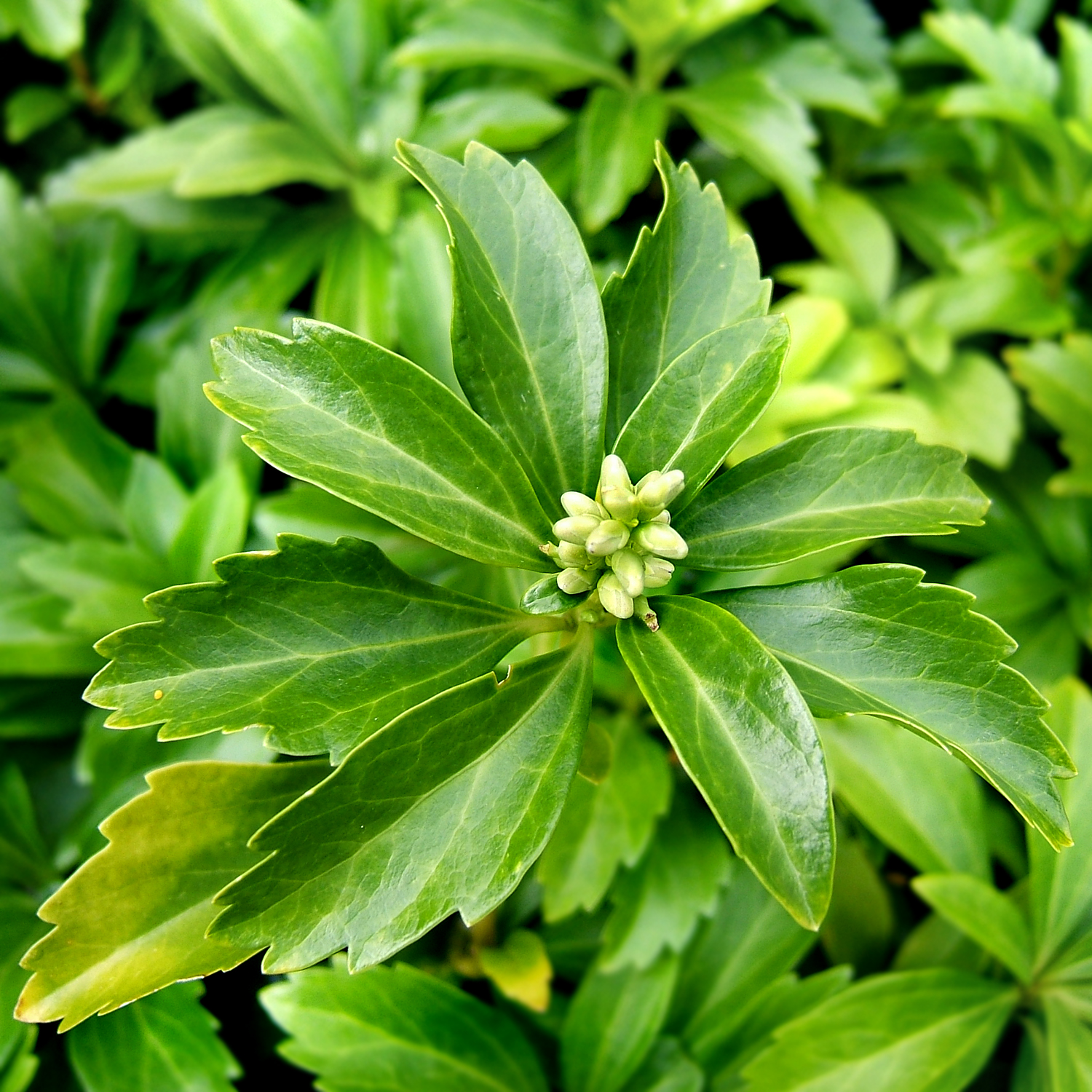
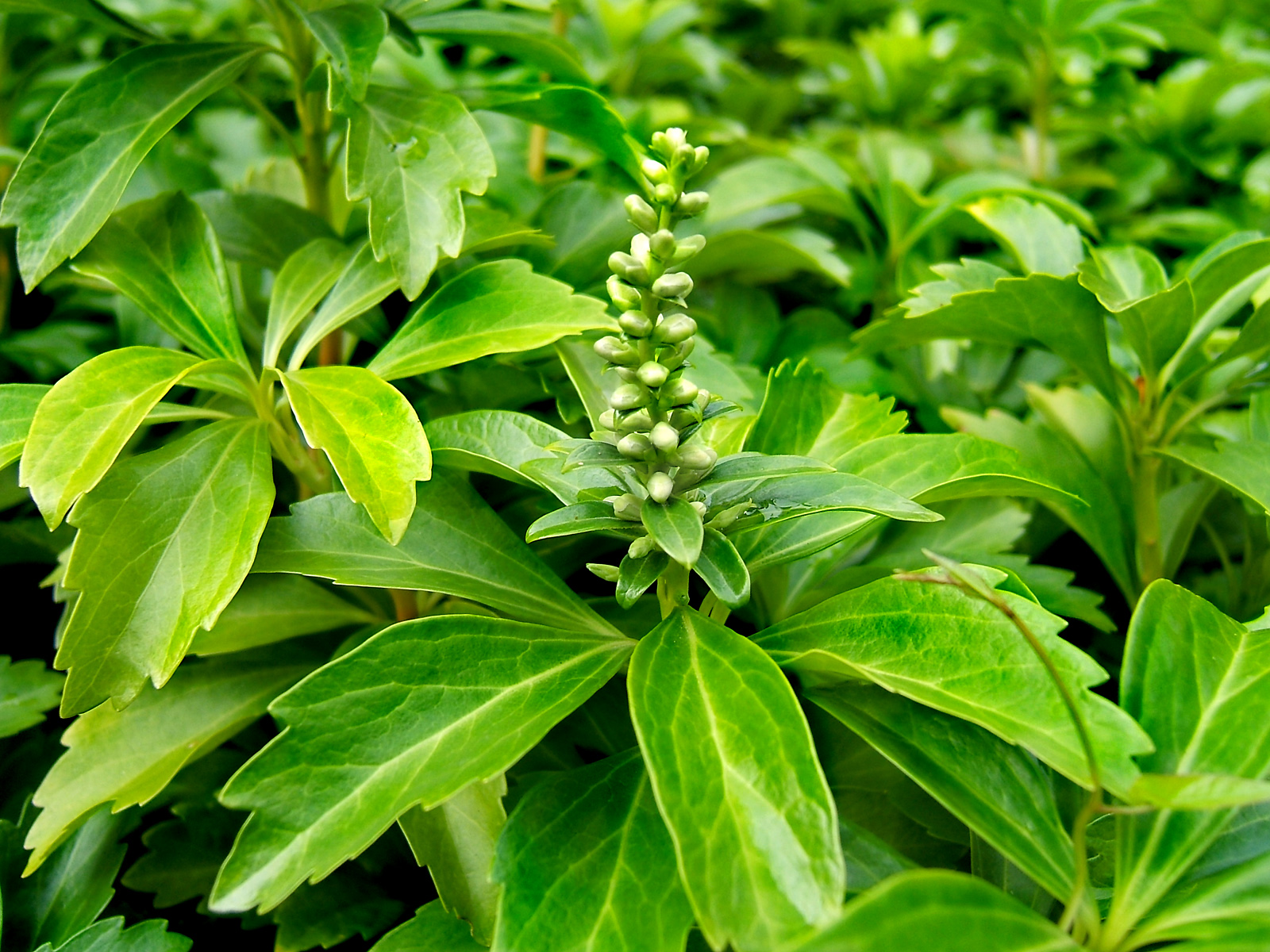
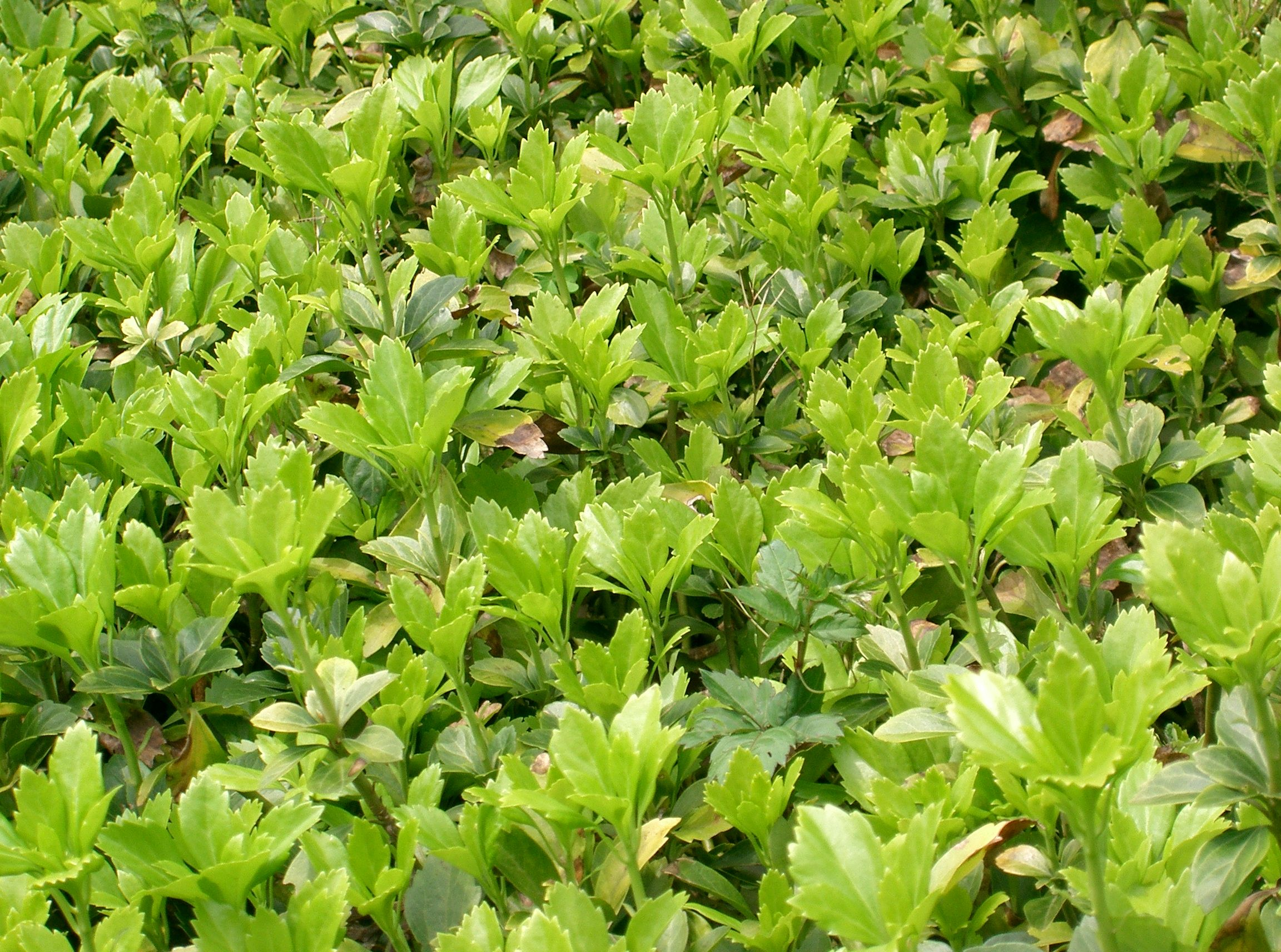
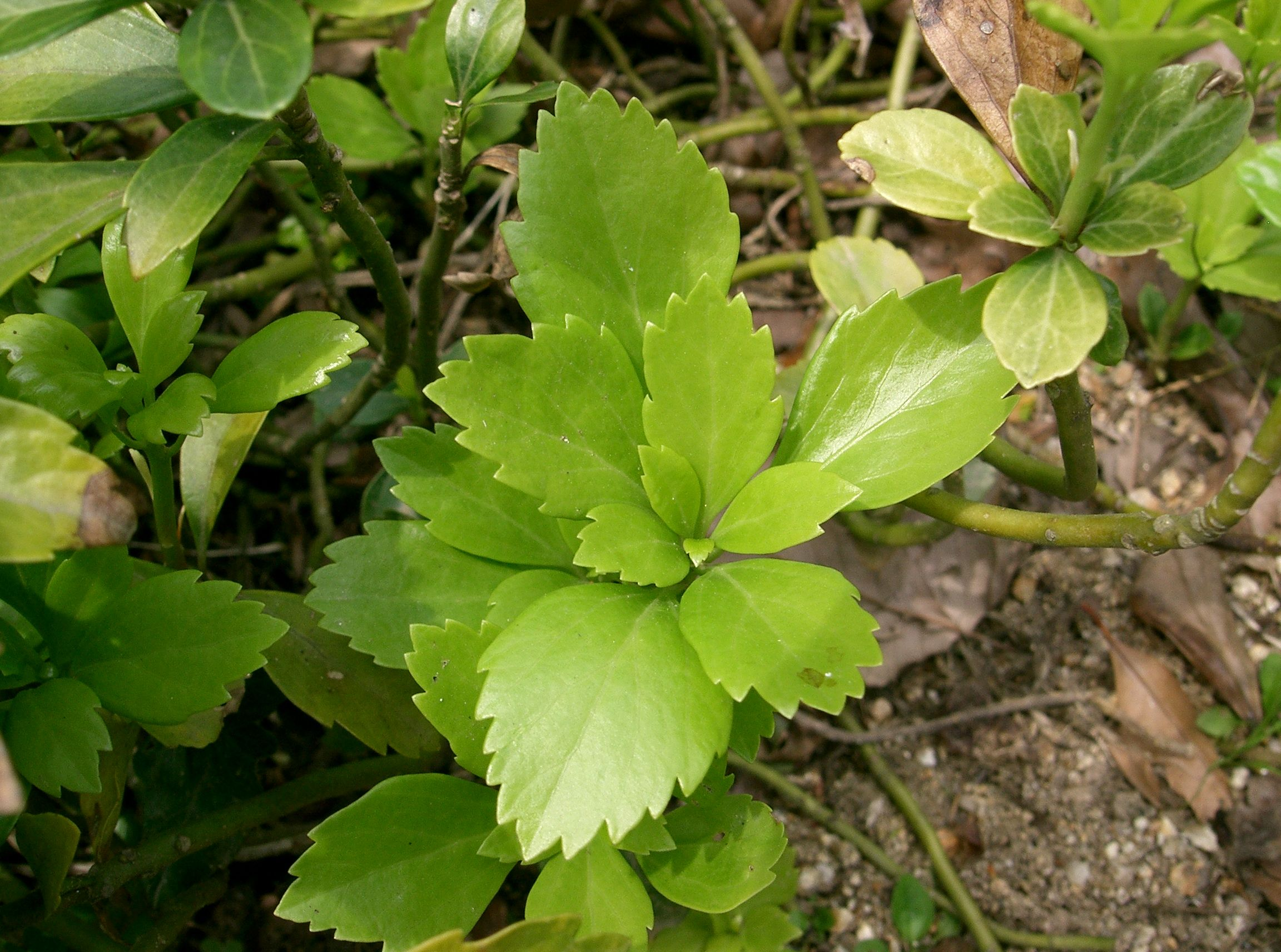
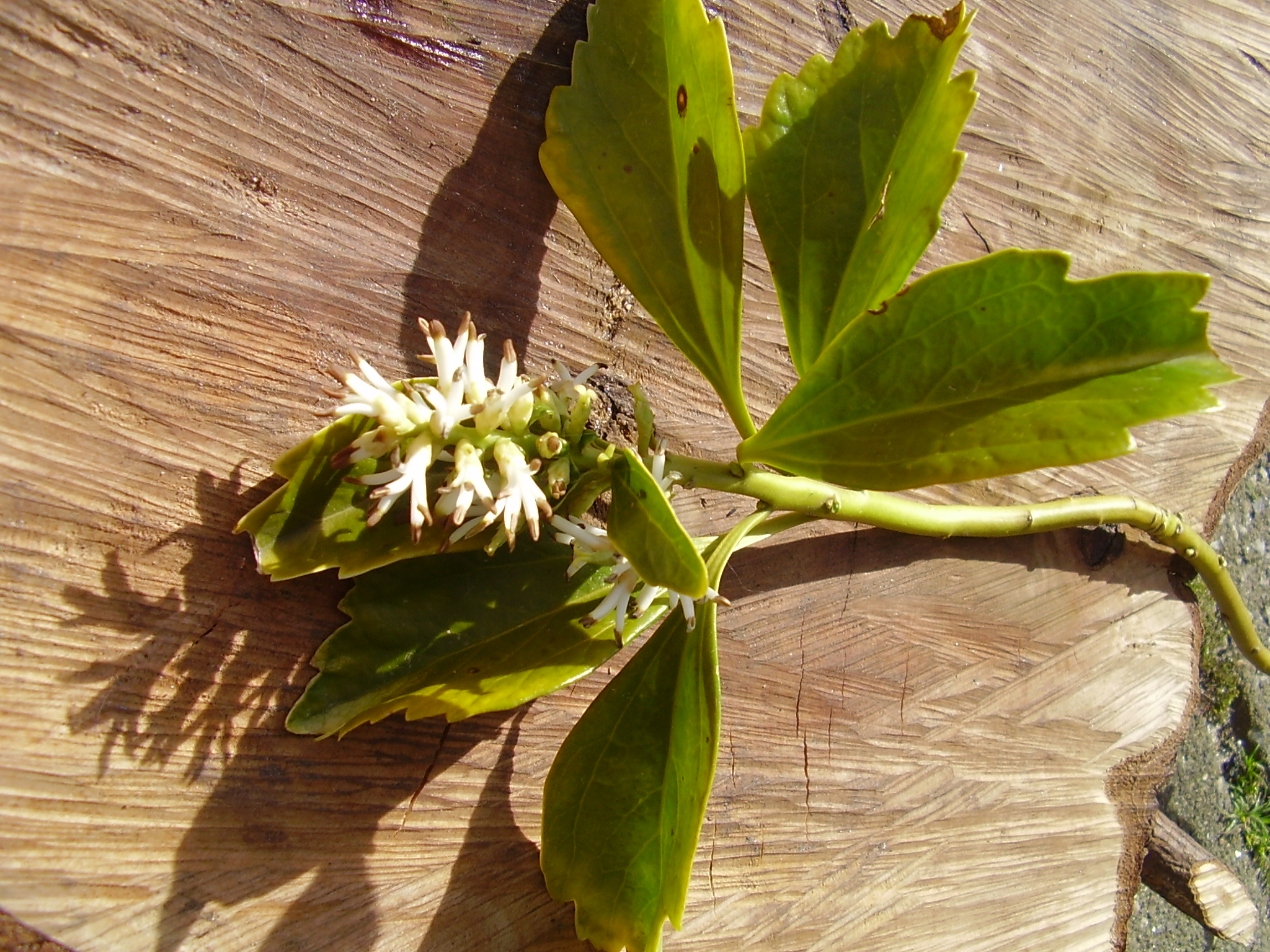